# Orfeão de Braga
O Orfeão de Braga (fundado em 12 de Maio de 1923), iniciou a sua actividade sob a regência do padre Manuel Alaio, seu primeiro director artístico e fundador.
Em 20 de Dezembro de 1923 realiza a sua primeira actuação em público no célebre Theatro Circo de Braga. Inicialmente constituído por duas valências, o Orfeão de Braga contava com 60 elementos agrupados na denominada tuna-orquestra, e coroado com 120 vozes masculinas que constituíam a nata do grupo coral ou grupo orfeónico.
Após um interregno de onze anos, entre 1969 e 1980, o Orfeão de Braga ressurgiu sob regência do padre e maestro Júlio Vaz, realizando o primeiro concerto no salão nobre da Biblioteca Pública de Braga. A nova nomenclatura, após a suspensão da sua actividade, contava com mais de uma centena de vozes mistas, o que permitiu alargar o seu horizonte enquanto grupo coral.
O Orfeão de Braga tem como fundamento a jus dignificação da música. E a sua primeira finalidade é a divulgação da música e do canto coral em particular.
Depois de uma longa actividade cultural, o Orfeão foi reconhecido pela Câmara Municipal de Braga como “instituição de utilidade pública”. É mesmo a instituição cultural e recreativa mais antiga da cidade de Braga.
O Orfeão de Braga tem como actual director artístico o Maestro Professor Pedro Simão  